# Marcelino (conde do Oriente)
Marcelino (em latim: Marcellinus) foi um oficial romano do século IV, ativo durante o reinado do imperador Constâncio II (r. 337–361). Segundo duas leis de 3 de outubro de 349 (XII.2.1 + XV.1.6) preservadas no Código de Teodósio, Marcelino serviu como conde do Oriente. Talvez pode ser identificado com o homônimo que serviu no tribunal que julgou Fotino em Sirmio no ano de 351. Segundo os autores da PIRT, ele era sem dúvida um cristão.